# Agios Kirikos und Iouliti (Letymvou)

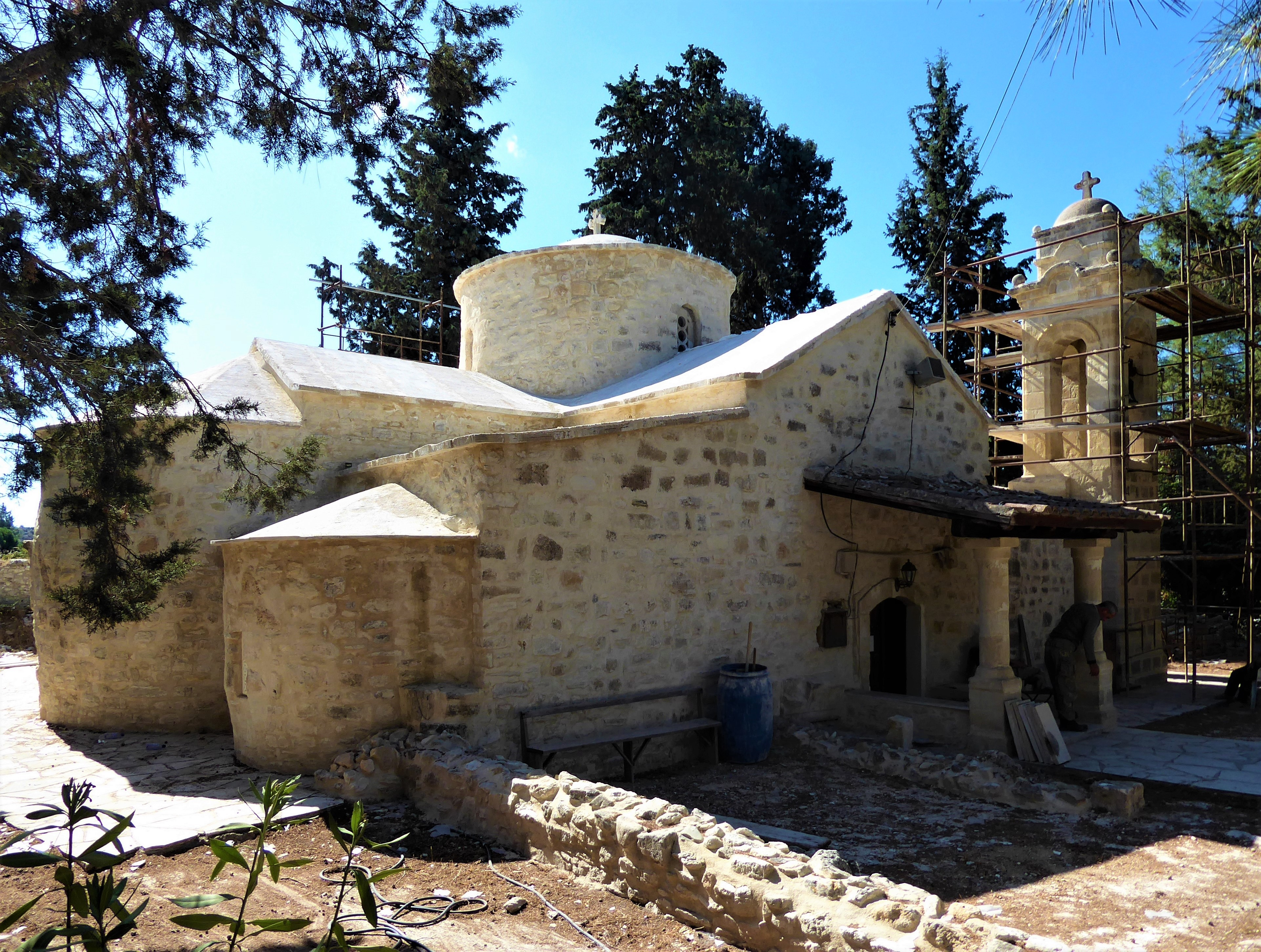
Kirche Agios Kirikos and Iouliti in Letymvou

Agios Kirikos und Iouliti (deutsch: St. Quiricus und Julitta) ist ein Kirchengebäude der zyprisch-orthodoxen Kirche in Letymvou (Bezirk Paphos) auf Zypern. Die byzantinische Kreuzkuppelkirche stellt ein für Zypern seltenes Beispiel einer aufwändigen Dreiapsidenanlage dar. Sie ist den Heiligen Quiricus und Julitta gewidmet.

## Beschreibung
Die Kreuzkuppelkirche entstand im 12. Jahrhundert und wurde im 15. Jahrhundert umgebaut. Der Glockenturm wurde 1950 angefügt, 1954 wurde die Kirche während eines Erdbebens beschädigt. Im Inneren der Kirche befinden sich Reste von Wandmalereien, die teilweise ins 12., aber großteils im 15. Jahrhundert entstanden sind. Die Ikonostase wurde aus Marmor errichtet. Die tragbaren Ikonen, die sie einrahmen, stammen aus dem Jahr 1919. Über der Ikonostase befindet sich eine zweite und schmalere Zone mit Miniaturen der Apostel. Im Jahr 2021 erfolgte eine grundlegende Renovierung der Kirche.